# 2007年9月臺灣
| << | 2007年9月 （民國96年） | >> |    |    |    |    |
| \| 日 \| 一 \| 二 \| 三 \| 四 \| 五 \| 六 \| \| \| \| \| \| \| \| 1 \| \| 2 \| 3 \| 4 \| 5 \| 6 \| 7 \| 8 \| \| 9 \| 10 \| 11 \| 12 \| 13 \| 14 \| 15 \| \| 16 \| 17 \| 18 \| 19 \| 20 \| 21 \| 22 \| \| 23 \| 24 \| 25 \| 26 \| 27 \| 28 \| 29 \| \| 30 \| \| \| \| \| \| \| |                        |    |    |    |    |    |
| 臺灣新聞動態／維基新聞 |                        |    |    |    |    |    |
| 世界／中国大陆／臺灣 |                        |    |    |    |    |    |
| 日 | 一                     | 二 | 三 | 四 | 五 | 六 |
| |                        |    |    |    |    | 1  |
| 2 | 3                      | 4  | 5  | 6  | 7  | 8  |
| 9 | 10                     | 11 | 12 | 13 | 14 | 15 |
| 16 | 17                     | 18 | 19 | 20 | 21 | 22 |
| 23 | 24                     | 25 | 26 | 27 | 28 | 29 |
| 30 |                        |    |    |    |    |    |

## 9月
- 9月1日，遭中國限制出境、軟禁的台灣新光三越兼北京新光天地總經理吳昕達返回台灣，但所有北京新光天地台籍幹部全數遭到撤換。
- 9月1日，旅美棒球選手胡金龍向球團報到，正式升上美國職棒大聯盟，成為台灣第一位登上大聯盟的內野手，也是洛杉磯道奇隊的第四位台灣球員。
- 9月3日，財政部公佈台灣運動彩券招標權，由前公益彩券發行單位台北富邦銀行得標，發行權期限至2013年12月31日。
- 9月3日，海峽盃籃球賽發生鬥毆事件，中國江蘇南鋼隊球員孟達歐傷台灣啤酒籃球隊球員吳岱豪鼻子，引起台啤隊憤而罷賽。[1][2]
- 9月4日，《台灣關係法》起草人之一、美國傳統基金會傑出研究員費浩偉拜會陳水扁總統，對於美國反對台灣推動入聯公投，費浩偉認為美政府有違背美國法律之虞，因為台灣關係法從未提及台灣需要以國家的身分才能加入國際組織。[3]
- 9月7日，宜蘭南澳外海發生芮氏規模6.6的地震，全台各地均能感受到震動，造成羅東一處牌樓倒塌。
- 9月8日，旅美導演李安所執導的電影《色，戒》榮獲第64屆威尼斯國際電影節最佳影片金獅獎。
- 9月8日，908台灣國運動舉行萬人升旗典禮，呼籲美國支持台灣加入聯合國。民主進步黨主席游錫堃在活動中表示認同台灣已是主流民意，獨立建國也是主流民意。[4]
- 9月9日，網球選手莊佳容、詹詠然在美網女雙決賽中以4:6、2:6不敵法國、俄羅斯搭檔，獲得亞軍。
- 9月9日，第一屆「台非元首高峰會」登場，總統陳水扁、史瓦濟蘭國王恩史瓦帝三世、布吉納法索總統龔保雷、聖多美普林西比總統梅尼士、馬拉威總統莫泰加及甘比亞副總統賈莎迪簽署《台北宣言》，友邦一致支持台灣加入聯合國及WHO的合法權利，並將繼續堅定支持台灣完整參與國際及區域組織與活動應有權利。[5]
- 9月11日，旅美棒球選手胡金龍在洛杉磯道奇與聖地牙哥教士比賽的九局下半上場代打，擊出個人大聯盟生涯首支安打，為左外野方向的陽春全壘打。
- 9月12日，新光三越遭北京華聯集團「坑殺」事件，在中國國台辦及商務部介入協調下達成共識，華聯集團為此前行為道歉，北京新光天地所有台籍幹部恢復職務。
- 9月12日，台北捷運新莊線新莊機廠正式恢復施工，超過百名反對施工的學生及社運人士遭優勢警力強力驅逐。
- 9月15日，台灣糖業鐵路通車一百週年。
- 9月17日，中央氣象局於14時30分發布中度颱風韋帕的海上陸上颱風警報，陸上警戒範圍為苗栗縣（含）以北、宜蘭、花蓮、馬祖。
- 9月19日，中央氣象局於8時30分解除中度颱風韋帕的海上陸上颱風警報。
- 9月19日，聯合國總務委員會討論台灣首次申請加入聯合國案，經正反方二對二辯論後，決議不將本案納入聯合國大會議程。
- 9月20日，中央銀行宣布調升重貼現率、擔保放款融通利率及短期融通利率各半碼（0.125%）。
- 9月20日，國際奧會宣佈，由於台海兩岸未能達成共識，北京奧運聖火確定不會來到台灣。
- 9月21日，民進黨籍首長特別費案偵查終結，副總統呂秀蓮、民進黨主席游錫堃、國安會秘書長陳唐山依偽造文書及貪污等罪嫌遭起訴；民進黨正副總統參選人謝長廷、蘇貞昌則獲不起訴處分。
- 9月23日，2007年日月潭國際萬人泳渡活動傳出意外，造成兩死兩傷，為活動舉辦25年來最嚴重的傷亡紀錄。
- 9月23日，調查局偵破共諜案，被中國國安部吸收為間諜的離職調查員陳志高及涉嫌賣出情資的現任調查員林羽農遭逮捕，台北地方法院依違反《國家安全法》罪名等裁定兩人收押禁見。
- 9月23日，台灣選手程文欣和簡毓瑾在YONEX台北羽球公開賽中擊退印尼組合莉莉安娜、薇塔，以21：15、17：21、21：18拿下女雙冠軍。[6]
- 9月26日，旅美棒球選手王建民本季最後一次先發面對坦帕灣魔鬼魚隊，主投6局、7安打、6三振、失2分，率領洋基以12:4擊敗魔鬼魚，獲得個人本季第19勝。2007年球季成績為19勝7敗、防禦率3.70、104次三振。
- 9月27日，立法院進行'司法院正副院長及大法官同意權投票，賴英照、謝在全獲得同意出任正副院長，林錫堯、李震山等四人獲得同意出任大法官，葉俊榮、劉幸義等四人遭到否決。東森新聞
- 9月29日，在陳水扁總統揭牌之下，行政院東部聯合服務中心於花蓮正式成立。[7]